# Xã Fairfax, Quận Osage, Kansas
Xã Fairfax (tiếng Anh: Fairfax Township) là một xã thuộc quận Osage, tiểu bang Kansas, Hoa Kỳ. Năm 2010, dân số của xã này là 589 người.